# Pitts Special
El Pitts Special es un avión acrobático biplano liviano diseñado por el estadounidense Curtis Pitts. Este ha ganado muchas competencias desde su primer vuelo en 1944. El Pitts Special dominó el mundo acrobático de la competencia entre 1960 y 1970 y, aún hoy, sigue siendo un potente avión en las categorías inferiores.

## Diseño y desarrollo
Curtis Pitts comenzó el diseño de un monoplaza biplano acrobático en 1943-1944. El diseño se ha perfeccionado continuamente desde el prototipo del primer vuelo en septiembre de 1944, sin embargo, el actual Pitts Special sigue estando muy cerca del original en concepto y diseño.
Pitts también construyó varios aviones monoplanos entre 1940-1950, el más famoso de los cuales fue el de ala-corta "pellets" de 1947 y ala-media "Lil 'Monster" de 1951. 
Varios de los aviones que Curtis Pitts había construido tenían una imagen de una mofeta sobre ellos y se llamaba "Stinkers". Después de adquirirla, la acróbata de espectáculos aéreos Betty Skelton llamó "Lil 'Stinker" a la segunda aeronave que construyó Curtis. El prototipo S-2, que fue la primera biplaza Pitts, fue "Big Stinker", el prototipo de modelo 11 (más tarde llamado S1-11B) fue "Super Stinker", y el prototipo de modelo 12 fue el "Macho Stinker".
En 1962 Curtis Pitts constituyó Pitts Enterprises para vender los planos del S-1C.

## Historia Operacional
Todos los monoplazas (S-1) y biplazas (S-2) Pitts Special son variaciones del diseño básico de 1944.
El avión fue popularizado por Betty Skelton, Caro Bayley y otros ejecutantes de shows aéreos, que conducen a la oferta de planes en torno a 1960. 
Pitts produjo un número limitado de aviones durante los años 1940 y 1950. Es ampliamente aceptado que la Pitts Special es la norma por la que todos los demás aviones acrobáticos son juzgados. Pitts trabajó en el diseño de una versión biplaza para entrenar, el S-2, que primero voló en 1967 y obtuvo su certificado de tipo en 1971. La empresa constructora y Aerotek en Afton, Wyoming se unieron en la producción por el monoplaza S-1S en 1973.
En 1972, el Equipo Acrobático Nacional de EE. UU. ganó el Campeonato del Mundo de vuelo sólo con Pitts Specials.
En 1977, Curtis Pitts vendió los derechos del Pitts Special para Doyle Child. Childl luego vendió los derechos en 1981 a Frank Christenson, que continuó la producción en la planta de Afton, con el nombre de Industrias Christen. Los derechos para la construcción de versiones Pitts se vendieron en 1994 a Steen Aero Lab en 1994, con la Afton fábrica y derechos de producción que se transfieren a Aviat.
Curtis Pitts murió en 2005 a la edad de 89. En el momento de su muerte, estaba trabajando con Steen sobre el prototipo de la nueva Pitts Modelo 14, una nueva marca, un biplano con dos plazas diseñado para un número ilimitado de Acrobacias Aéreas alimentado por los 400 cv del motor radial ruso Vedeneyev M14P. Los derechos de la Pitts son actualmente, propiedad de Aviat, que también es propietaria del modelo similar al Pitts, el Christen Eagle.

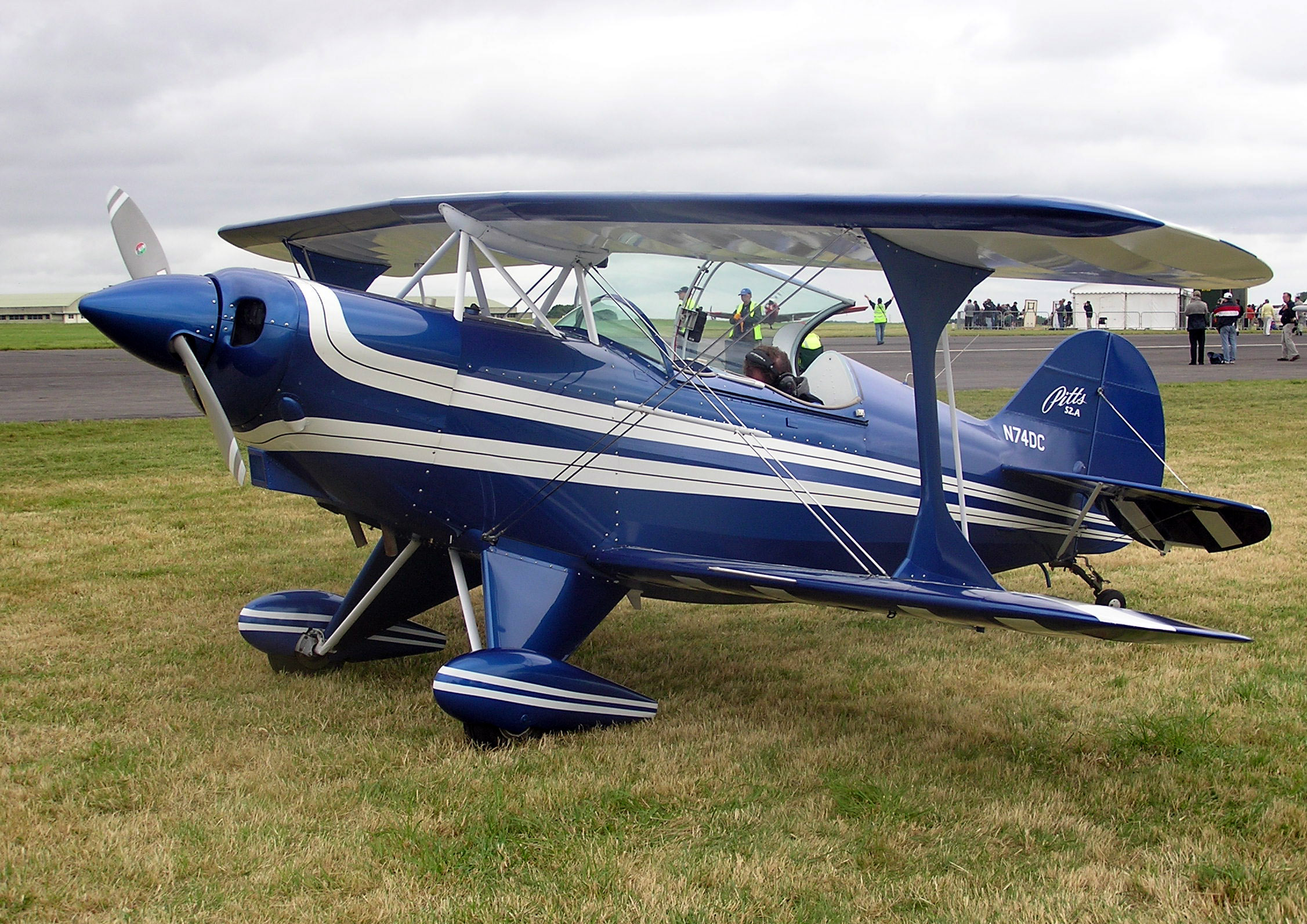
Pitts S-2A.

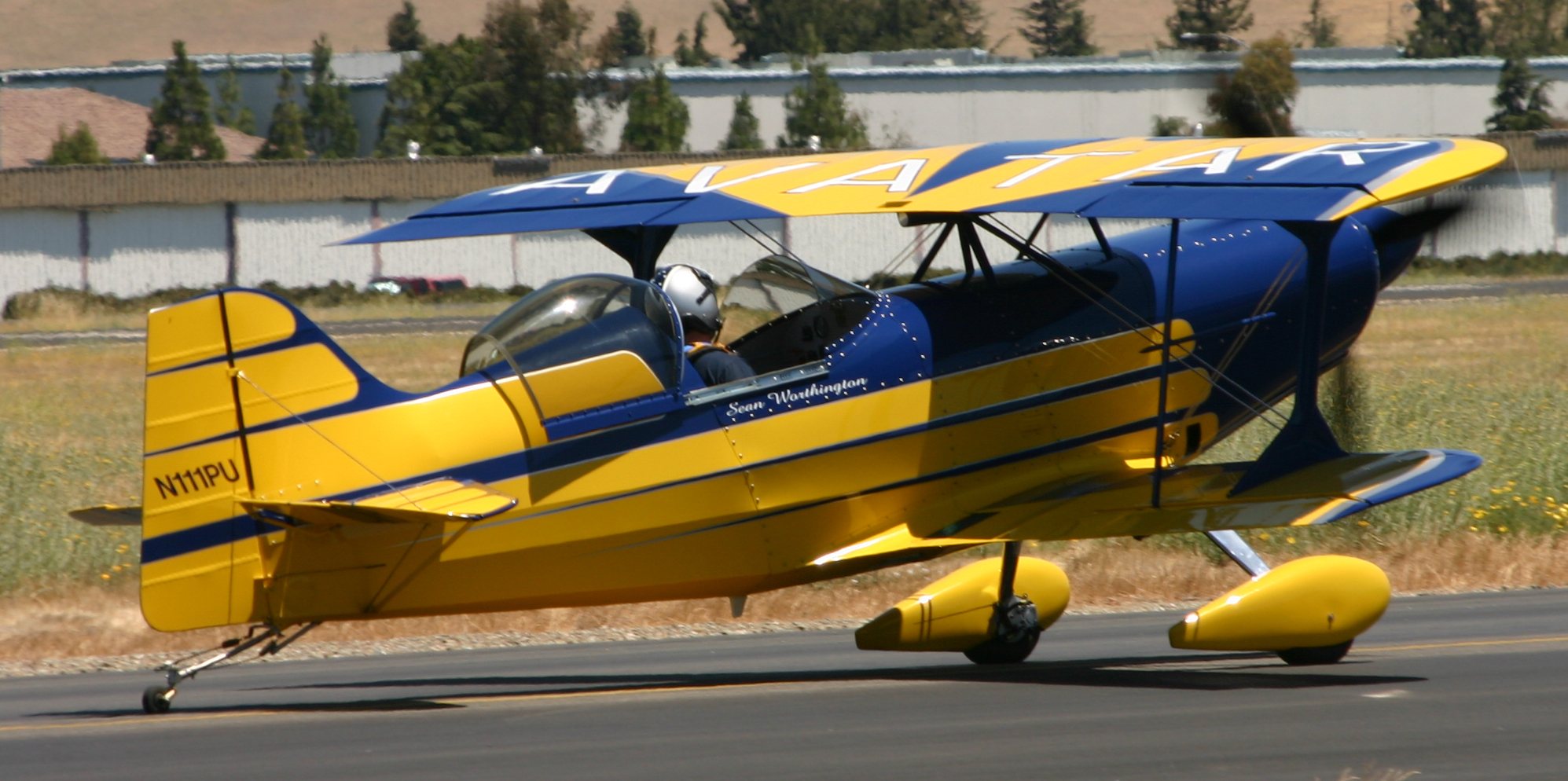
Pitts Special S1-11b.

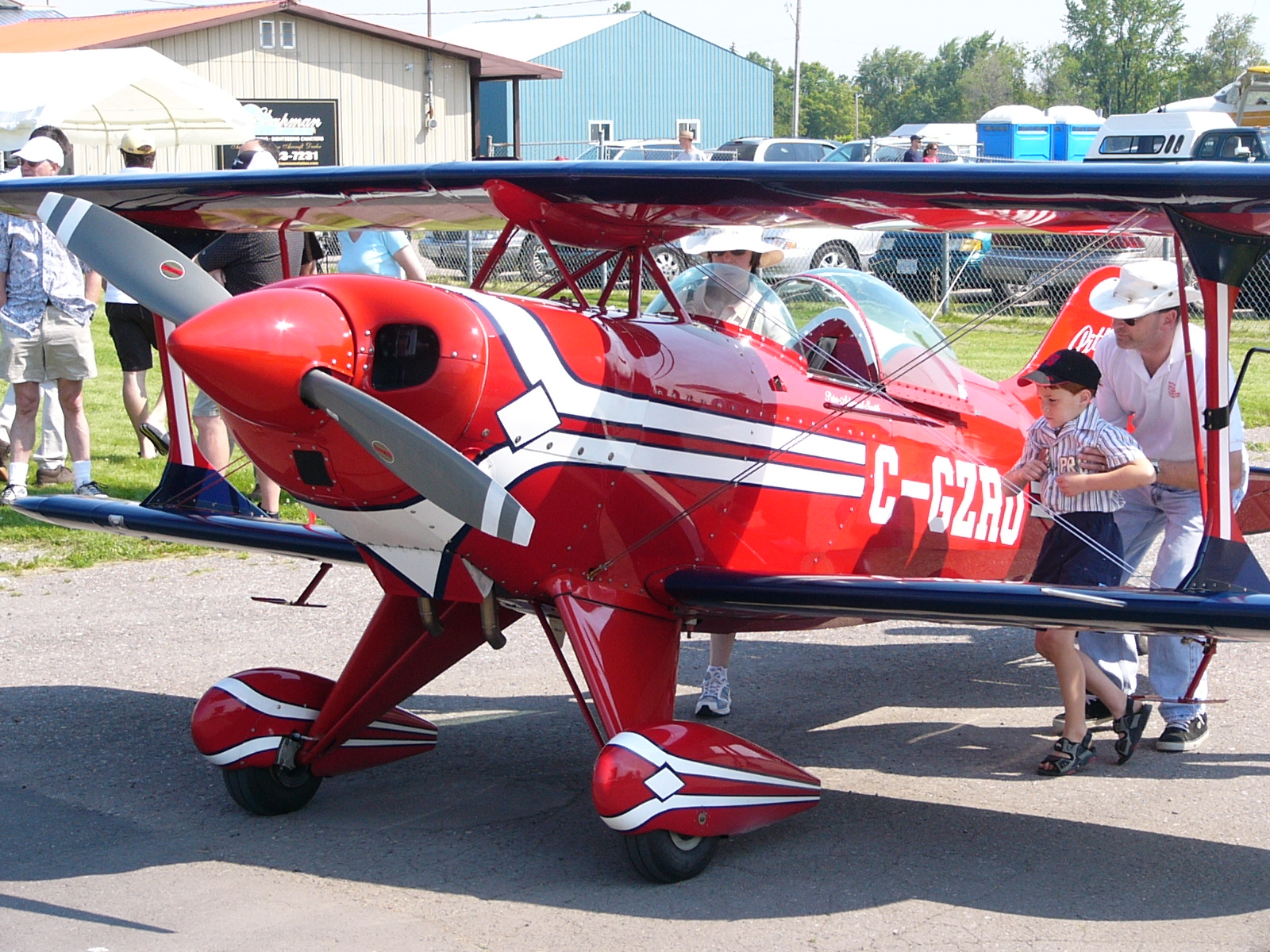
Pitts S-1T

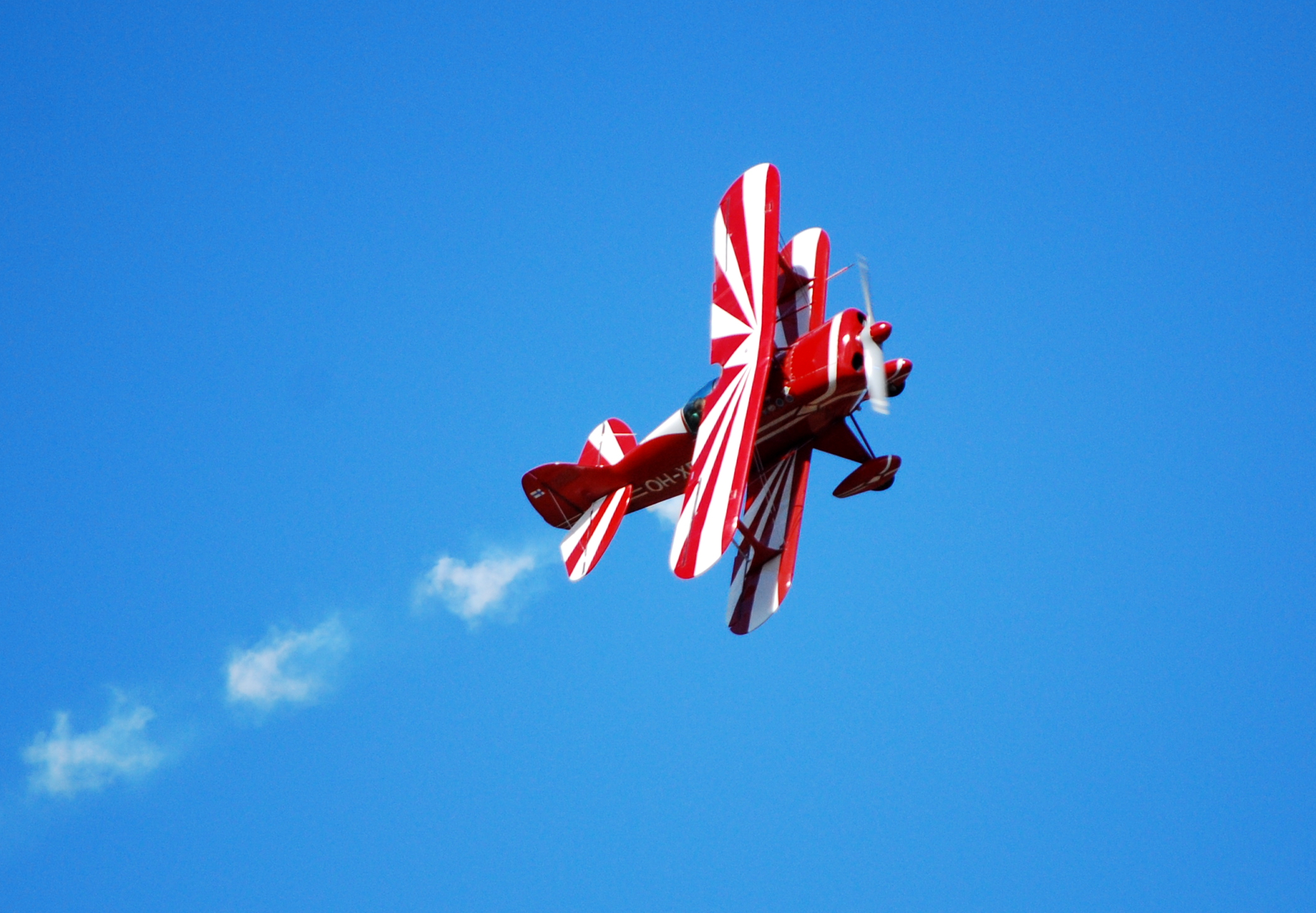
Pitts Special en vuelo

## Operadores
Antiguos operadores
 Chile
- Escuadrilla de Alta Acrobacia Halcones

Operadores militares
 Jordania
- El equipo acrobático "Royal Jordanian Falcons"  (4 x S-2A)

 Venezuela

### Operadores civiles
Chile
"Team Acrobático Villarrica”
 Estados Unidos
- "Pitts Specials Formation Aerobatic Team" Equipo de formación Acrobática de Pitts Special

## Especificaciones
Referencia datos: Jane's All the World's Aircraft 1988-89

### Características generales
- Tripulación: 1; piloto o 2; en algunas versiones
- Longitud: 5,71 m
- Envergadura: 6,1 m
- Altura: 2,02 m
- Superficie alar: 11,6 m²
- Peso vacío: 521 kg
- Peso máximo al despegue: 737 kg
- Planta motriz: 1× motor de pistones Lycoming O-540-D4A5.
  - Potencia: 260 CV

### Rendimiento
- Velocidad máxima operativa (Vno): 338 km/h (182 Nudos)
- Velocidad crucero (Vc): 282 km/h (152 Nudos)
- Velocidad de entrada en pérdida (Vs): 97 km/h (52 Nudos)
- Alcance: 513 km (277 NM)
- Techo de vuelo: 6400 m 21.000 ft
- Régimen de ascenso: 13,7 m 2.700 ft/min
- Carga alar: 63,6 kg/m² 13 lb/ft²
- Potencia/peso: 0,26 kW/kg 0,16 CV/lb